# Чижик, Андрей Александрович
Андрей Александрович Чижик (1937—2001) — российский учёный, изобретатель.
Родился в Ленинграде, сын профессора А. И. Чижика. После окончания Ленинградского политехнического института работал в Центральном котлотурбинном институте им. И. И. Ползунова: инженер, старший инженер, старший научный сотрудник, заведующий лабораторией, заведующий отделом.
Доктор технических наук (1977, тема диссертации «Сопротивляемость хрупким и вязким разрушениям материалов для основных элементов энергетического оборудования»). Профессор (1986).
Специалист в области фундаментальных и прикладных проблем энергомашиностроения, металловедения, технологии изготовления и методов испытаний материалов в широком диапазоне температур.
Разработал и внедрил метод индивидуального прогнозирования ресурса деталей и узлов паровых турбин.
Вел работы по созданию новых материалов для энергомашиностроения. Оптимизировал состав и осуществил внедрение титановых сплавов для последних ступеней паровых турбин на тепловых и атомных электростанциях.
Президент Государственной ассоциации Госстандарта РФ по методам испытаний, расчетам на прочность и ресурс машин конструкций.
Премия Совета Министров СССР (1983). Государственная премия РСФСР (1990).